# Arthur Danto

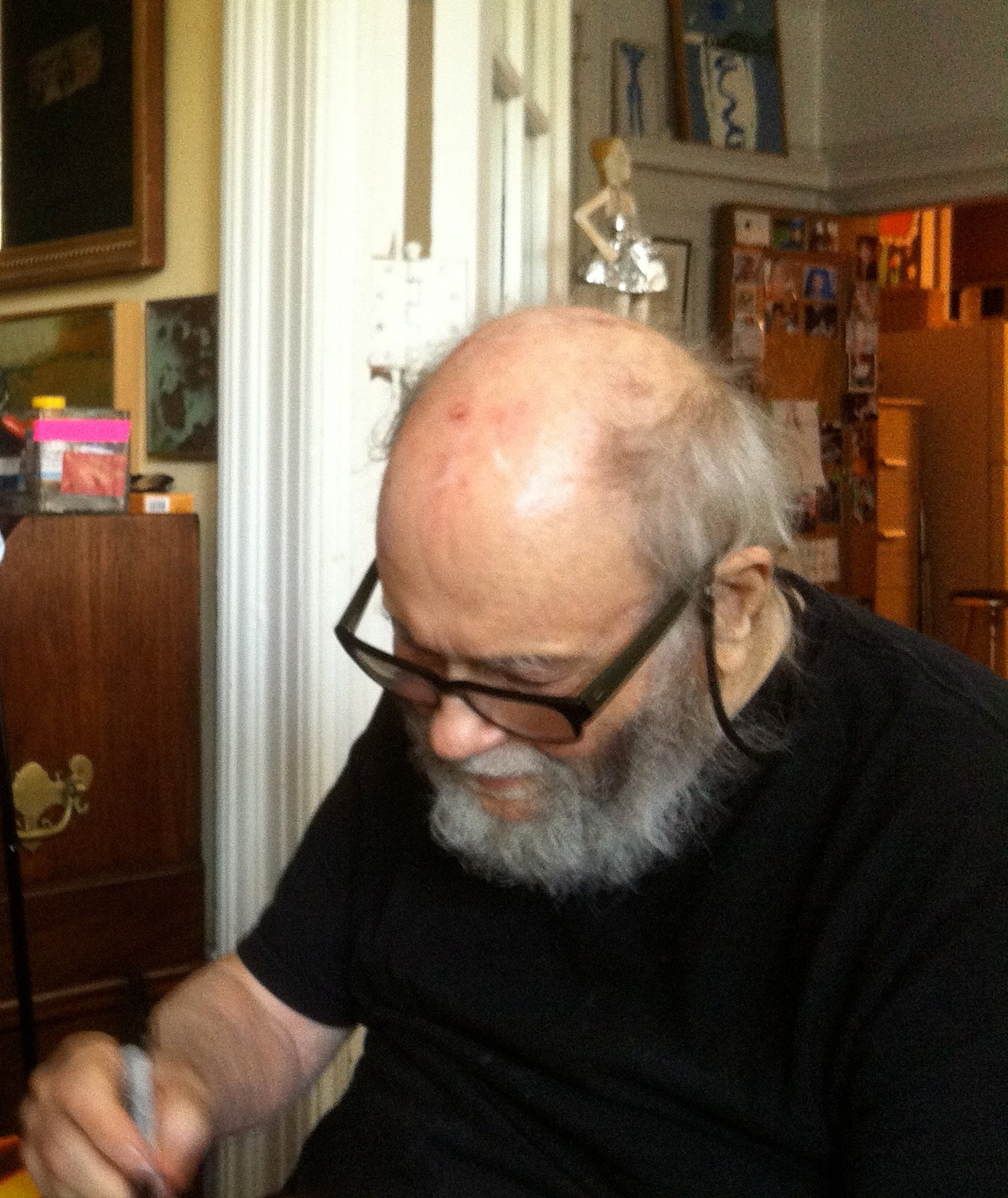
Arthur Danto (2012)

Arthur Coleman Danto (Ann Arbor, 1 januari 1924 – 25 oktober 2013) was een Amerikaanse kunstcriticus en filosoof. Hij is vooral bekend als de invloedrijkste kunstcriticus van The Nation en voor zijn werk in de wijsgerige esthetica en geschiedenis van de filosofie. Danto doceerde filosofie aan de Columbia University. 
Berucht is zijn stelling van 'het einde van de kunst'. De kunstenaar is tegenwoordig volledig vrij; het kunstwerk hoeft niks te imiteren, zelfs niet 'mooi' te zijn. Was voorheen de kunst ingebed in het dagelijkse leven, en daarbij doordrongen van verheven idealen, tegenwoordig betekent de kunst niets anders meer dan zichzelf. Nu telt de theorie achter het kunstwerk, met als summum de conceptuele kunst. Danto bedoelt niet dat er geen kunstwerken meer gemaakt kunnen worden, maar dat de kunst als het ware volledig bewust van zichzelf is geworden in de loop van de geschiedenis.

## Werken

### Boeken
Danto is de auteur van verscheidene boeken over filosofie en kunst, waaronder:
- Nietzsche as Philosopher (1965)
- Analytical Philosophy of History (1965)
- Analytical Philosophy of Knowledge (1968)
- What Philosophy Is (1968)
- Analytical Philosophy of Action (1973)
- Sartre (Fontana Modern Masters, 1975)
- The Transfiguration of the Commonplace (1981)
- Narration and Knowledge (1985) - Including earlier book Analytical Philosophy of History (1965)
- The Philosophical Disenfranchisement of Art (1986)
- Mysticism and Morality: Oriental Thought and Moral Philosophy (1987)
- Beyond the Brillo Box: The Visual Arts in Post-Historical Perspective (1992)
- Connections to the World: The Basic Concepts of Philosophy (1997)
- After the End of Art (1997)
- The Abuse of Beauty (2003)
- Red Grooms (2004)
- Andy Warhol (2009)
- What art is (2013)

Nederlandse vertaling.
- De komedie van de overeenkomsten: over kunst, filosofie en geschiedenis (Een keuze uit de essays. Groningen, 2002)
- Wat kunst is (2014)

### Essays
- "The Artworld" (1964) Journal of Philosophy LXI, 571-584
- The State of the Art (1987)
- Encounters and Reflections: Art in the Historical Present (1990)
- Playing With the Edge: The Photographic Achievement of Robert Mapplethorpe (1995)
- The Wake of Art: Criticism, Philosophy, and the Ends of Taste (1998)
- Hegel's End-of-Art Thesis (1999)
- The Madonna of the Future: Essays in a Pluralistic Art World (2000)
- Philosophizing Art: Selected Essays (2001)
- The Body / Body Problem: Selected Essays (2001)
- The Poetry of Meaning and Loss: The Glass Dresses of Karen LaMonte (2005)[1] Karen LaMonte
- Unnatural Wonders: Essays from the Gap Between Art and Life (2007)

- Bibsys: 90190506
- Biblioteca Nacional de España: XX973472
- Bibliothèque nationale de France: cb12025179m (data)
- Catàleg d'autoritats de noms i títols de Catalunya: 981058511772906706
- CiNii: DA00986867
- Digitale Bibliotheek voor de Nederlandse Letteren: dant010
- Gemeinsame Normdatei: 118523724
- International Standard Name Identifier: 0000 0001 2098 1414
- Library of Congress Control Number: n50037385
- Nationale Bibliotheek van Letland: 000016262
- Bibliotheek van het Japanse parlement: 00437215
- Nationale Bibliotheek van Tsjechië: jn20000703044
- Nationale bibliotheek van Australië: 36588753
- Nationale Bibliotheek van Israël: 987007260380305171
- Nationale en Universitaire bibliotheek Zagreb: 000192205
- Nederlandse Thesaurus van Auteursnamen: 068358156
- Réseau des bibliothèques de Suisse occidentale: 02-A003154487
- RKD-Nederlands Instituut voor Kunstgeschiedenis: 461997
- Istituto Centrale per il Catalogo Unico: MILV112676
- LIBRIS: 183418
- SNAC: w6qf9s6f
- Système universitaire de documentation: 028411684
- Trove: 1308107
- Virtual International Authority File: 24366
- WorldCat: E39PBJfRyWRvB6kWxJhHRcWbh3